# Гаянський долар
Гаянський долар (англ. Guyana Dollar, фр. Dollar de Guyane) — національна валюта Гаяни.
1 Гаянський долар = 100 центам.
На території країни в обігу перебувають банкноти номіналом 20, 100, 500, 1000 а також 5000 доларів. Міжнародне позначення — GYD. Емітентом виступає Банк Гаяни, заснований 15 жовтня 1965 (до травня 1966 називався Банком Гвіани). У 1967 році були введені монети номіналом в 1, 5, 10, 25 і 50 центів. 1 і 5 центів були виготовлені з нікелевої латуні, а інші номінали з мельхіору. У 1996 році висока інфляція викликала введення монет високих номіналів в 1, 5 і 10 доларів. Монети в 1 і 5 доларів круглі та відкарбовані з сталі плакованої міддю в той час як 10 доларів з акмоніталу і мають семикутну багатогранну форму.
На території країни також перебувають в обігу британські фунти стерлінгів.

## Історія
На території колишньої Британської Гвіани як засіб платежу використовувався вест-індський долар, замінений у жовтні 1965 р. східно-карибським доларом, емісію якого здійснювало Управління грошового обігу Британських Карибських територій. З 15 листопада 1965 року новостворений Банк Гвіани приступив до випуску банкнот і монет у нових гвіанських (Гаянських) доларах. Обмін східно-карибських доларів на нову національну валюту проводився за співвідношенням 1:1.

## Опис
| Серії 1965—2008 років | Серії 1965—2008 років | Серії 1965—2008 років | Серії 1965—2008 років | Серії 1965—2008 років        | Серії 1965—2008 років                         | Серії 1965—2008 років                          | Серії 1965—2008 років |
| Зображення            | Зображення            | Номінал (доларів)     | Розміри (мм)          | Основні кольори              | Опис                                          | Опис                                           | Рік друку             |
| Аверс                 | Реверс                | Номінал (доларів)     | Розміри (мм)          | Основні кольори              | Аверс                                         | Реверс                                         | Рік друку             |
| --------------------- | --------------------- | --------------------- | --------------------- | ---------------------------- | --------------------------------------------- | ---------------------------------------------- | --------------------- |
|                       |                       | 1                     | 65 х 156              | Червоний, рожевий            | Емблема Банку Гаяни, водоспад Каєтур          | Гребля та сільськогосподарська техніка на полі | 1965                  |
|                       |                       | 5                     | 65 х 156              | Зелений                      | Емблема Банку Гаяни, водоспад Каєтур          | Збір цукрової тростини, будівельний кран       | 1966                  |
|                       |                       | 10                    | 65 х 156              | Коричневий                   | Емблема Банку Гаяни, водоспад Каєтур          | Видобуток бокситів, алюмінієвий завод          | 1966                  |
|                       |                       | 20                    | 65 х 156              | Коричневий, помаранчевий     | Емблема Банку Гаяни, водоспад Каєтур          | Будівельна верф, корабель в порту              | 1966                  |
|                       |                       | 100                   | 65 х 156              | Синій, блакитний             | Емблема Банку Гаяни і стилізована мапа країни | Собор Сент-Джордж                              | 1989                  |
|                       |                       | 100                   | 65 х 156              | Синій, блакитний             | Емблема Банку Гаяни і стилізована мапа країни | Собор Сент-Джордж                              | 1999                  |
|                       |                       | 500                   | 65 х 156              | Червоний, коричневий         | Емблема Банку Гаяни і стилізована мапа країни | Будівля уряду в центрі Джорджтауну             | 1992                  |
|                       |                       | 500                   | 65 х 156              | Червоний, коричневий         | Емблема Банку Гаяни і стилізована мапа країни | Будівля уряду в центрі Джорджтауну             | 1996                  |
|                       |                       | 1000                  | 65 х 156              | Зелений, рожевий, коричневий | Емблема Банку Гаяни і стилізована мапа країни | Будівля Банку Гаяни                            | 1996                  |
|                       |                       | 1000                  | 65 х 156              | Зелений, рожевий, коричневий | Емблема Банку Гаяни і стилізована мапа країни | Емблема Банку Гаяни                            | 2000                  |

Валюта Гаяни серій 2006 та 2011 років, випускалася із незначною зміною дизайну купюри, а саме, зі змінами цифр номіналу на лицьовій стороні та збільшеним ступенем захисту банкноти від підробки.